# Vicent Sanchis
Josep Vicent Sanchis Llàcer (Valencia, 1961) es un periodista y contertulio español, profesor de la Facultad de Ciencias de la Comunicación de la Universidad Ramon Llull de Barcelona. Fue vicepresidente de Òmnium Cultural de 2008 a 2017 y secretario general de la Fundació Catalunya Oberta. El 13 de marzo de 2017 fue nombrado director de TV3.

## Biografía
Licenciado en Ciencias de la Información por la Universidad Autónoma de Barcelona, colaboró en varias publicaciones y fue corresponsal de la revista El Mundo en Valencia entre 1982 y 1984. Es, además, doctor en Comunicación por la Universidad Ramon Llull con la tesis Los asesinos del Capitán Trueno, con la cual obtuvo excelente cum laude. Ha ostentado varios cargos, como el de director de El Temps, semanario de tendencia secesionista catalán; director de la revista Dieciséis, suplemento en catalán de Cambio 16 (1988); director adjunto y director del diario El Observador (1990-1993), director del diario Avui (1996-2007). Entonces, Sanchis fue nombrado presidente del consejo editorial de la nueva entidad editora Corporación Catalana de Comunicación.

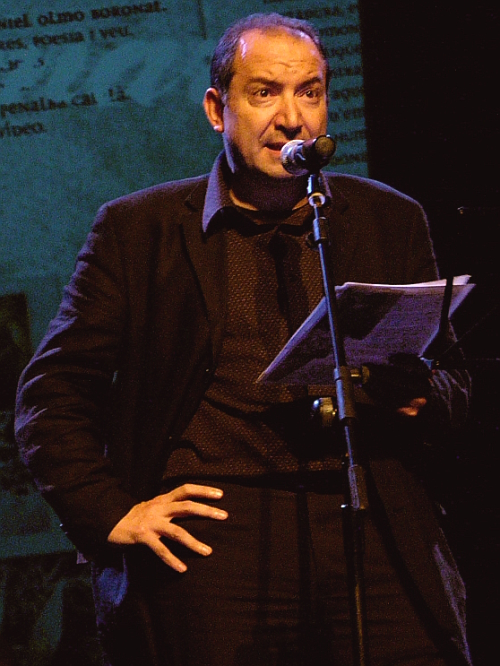
Vicent Sanchis, en 2008

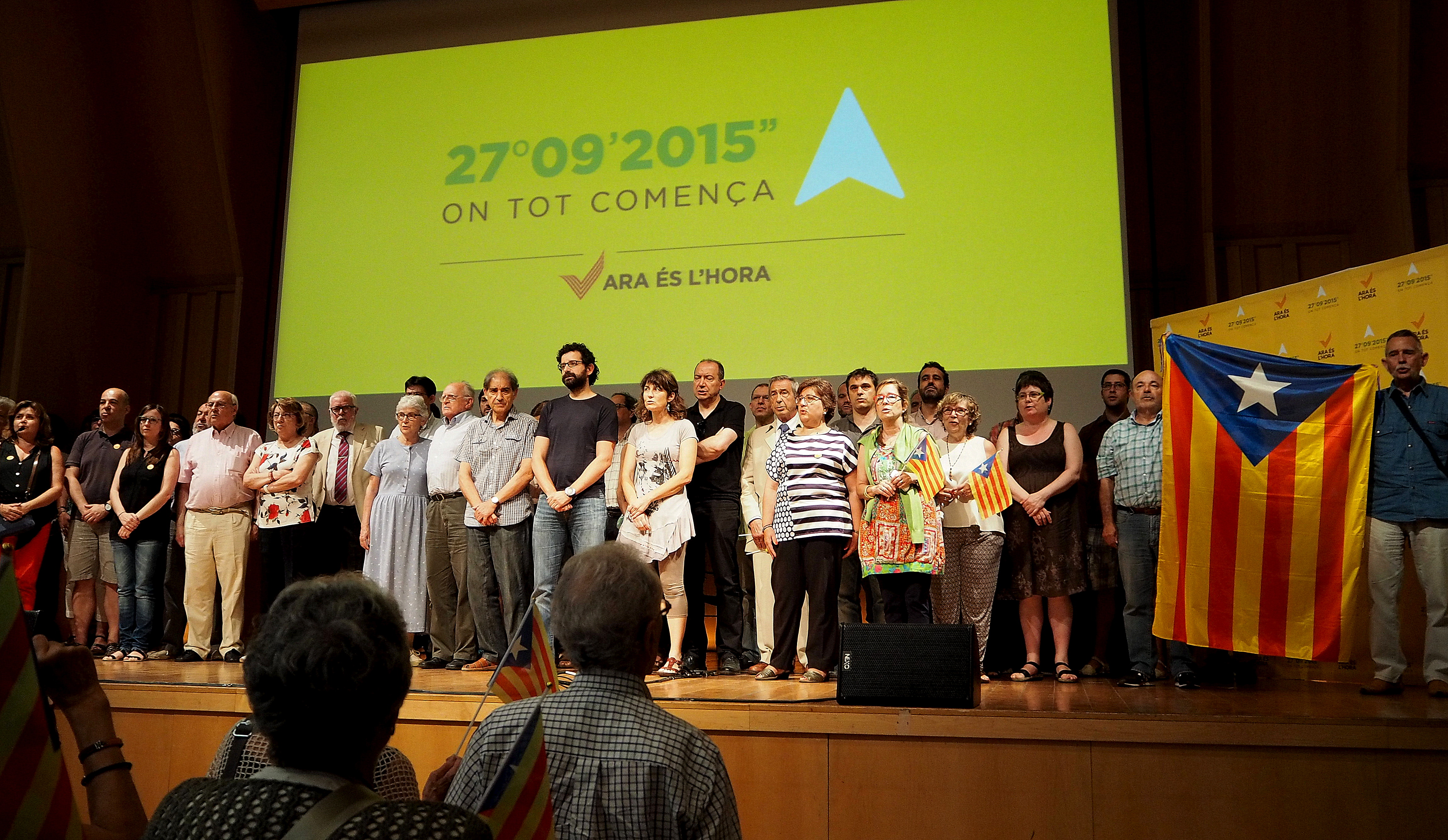
Assemblea General Ordinaria de Òmnium Cultural en Barcelona con la presencia de Vicent Sanchis en 2015

El 2007 firmó el Manifiesto Basset-Bausset para reivindicar la recuperación de las instituciones anuladas por el Decreto de Nueva Planta como vía para lograr la secesión de los denominados Países Catalanes.
En 2008 fue nombrado director de contenidos del Grupo Cultura 03, donde trabajó durante un año analizando la posibilidad de hacer un nuevo diario. Durante un breve periodo dirigió la revista Time Out Barcelona. También ha sido director y guionista de varios programas de Televisión de Cataluña, como Estrómboli, Primo Cosà y Padres e hijos. Entre enero de 2009 y 2010 dirigió Barça TV.
Ha comisariado varias exposiciones, como la exposición del CCCB Barcelona – Valencia – Palma (2010), con Melcior Comas e Ignasi Aballí. El 27 de septiembre de 2012 recibió el 33 premio Carles Rahola por un ensayo sobre la Comunidad Valenciana, 50 años después de la publicación de la obra de Joan Fuster, Nosotros, los valencianos.
En 2012 es de nuevo director del semanario El Temps y también el director general de la Fundación Cataluña Abierta, sucediendo el abogado Josep Maria Antràs. Es articulista de varios medios catalanes, como El Punt Avui, Nació Digital y El Singular Digital y participa en tertulias de programas como El oráculo, Els matins o El mon a RAC1. En 2015 trabaja en la identificación de los elementos presentes en colecciones públicas y en el ámbito privado de cara a dar forma al futuro fondo del Museo del Cómic.
El 13 de marzo de 2017 fue nombrado director de TV3, la televisión pública catalana, en sustitución de Jaume Peral.

## Obra publicada
- Las radios libres: una práctica alternativa (Tierra Verde, 1985)
- La sombra del poder (Planeta, 1999), con Lluís Prenafeta (colaboración)[13]
- Franco contra Flash Gordon (2009) Premio Joan Fuster de ensayo de 2009
- Tebeos mutilados. La censura franquista contra Editorial Bruguera (Ediciones B, 2010) ISBN 978 8466644211
- Adiós España, adiós Cataluña (Pórtico, 2010), con Miquel Trae Perales ISBN 978 8498091601
- La pesadilla, cuando la realidad supera la ficción (La arquer, 2010), con Lluis Prenafeta ISBN 978 8466412469
- Valencianos, todavía (2012) Premio Carles Rahola de ensayo de 2012, inicialmente Cincuenta años después ISBN 978 8475883595

## Premios y reconocimientos
- 2009 - Galardón especial de la junta de la Asociación de Publicaciones Periódicas en Catalán.[14]
- 2012 - Premio Carles Rahola por Valencianos, todavía.